# Homosporia
As primeiras plantas vasculares produziam apenas um tipo de esporo como resultado da meiose; tais plantas vasculares são denominadas de Homósporadas. 
Entre as plantas vasculares atuais, a homosporia é encontrada em Psilotophyta, Esphenophyt(cavalinha), algumas Lycophyta" e quase todas as samambaias. Na Germinação, tais esporos tem o potencial de produzir gametófitos bissexuados- isto é, gametofitos que produzem tantos anterideos quanto arquegonios. 
Estudos revelaram, entretanto, que gametófitos de espécies diploides de samambaias homosporadas são funcionalmente unissexuados. Por exemplo: Se um anterozoide de um gametofito bissexuado estiver para fecundar uma oosfera deste mesmo gametofito, o esporofito resultante seria homozigoto para todos os loci Assim, em vez de fecundar suas próprias oosferas, os anterozóides produzidos por gametófitos bissexuados usualmente fecundam oosferas vizinhas, garantindo variabilidade genética